# Bugio-preto
O bugio-preto, guariba-preto, bugio-do-pantanal ou carajá (nome científico: Alouatta caraya) é uma espécie de primata do gênero bugio (Alouatta) que habita florestas tropicais e savanas do sudoeste e centro do Brasil, nordeste da Argentina, leste da Bolívia e do Paraguai e, provavelmente, do extremo noroeste do Uruguai. É a espécie do gênero que possui maior área de distribuição geográfica, sendo típico dos biomas do Pantanal e Cerrado, mas também é encontrado em áreas de floresta estacional semidecidual e até nos pampas gaúchos.

## Etimologia
Seu nome popular bugio deriva do topônimo Bugia, uma cidade da Argélia para a qual se exportavam velas e, provavelmente macacos. O topônimo, por sua vez, originou-se no árabe vulgar Budjîa. Já seus demais nomes populares, guariba e carajá, derivam do tupi: o primeiro de waríwa ou gwa'riwa; o segundo de karaiá.

## Descrição
O macho adulto é preto, enquanto que as fêmeas e os juvenis são castanho-amarelados. O dimorfismo sexual é extremo, com os machos totalmente pretos, pesando em média 6,7 quilos e as fêmeas possuem uma coloração castanho-claro, pesando em média 4,5 quilos. Os juvenis possuem a mesma coloração que as fêmeas, sendo que os machos passam a ser pretos quando atingem cerca de 5 quilos de peso.
Como as outras espécies do gênero bugio (Alouatta), os animais emitem vocalizações, muitas vezes de forma espontânea, que parece ter mais uma função na regulação do uso do território, sinalizando a outros grupos a posse de um determinado espaço. Caso ocorra vocalizações de grupos estranhos no território de um determinado bando, o macho alpha apresenta vocalizações e inicia buscas na região em que tais vocalizações têm origem.

## Alimentação
Os bugios são animais com uma dieta predominantemente folívora, embora, ela possa variar para dietas mais onívoras. Tal regime alimentar dá boas perspectivas na conservação da espécie, que acaba precisando de uma área de vida menor do que espécies essencialmente frugívoras.

## Conservação
Seu status de conservação é considerado "pouco preocupante", segundo a União Internacional para a Conservação da Natureza (UICN), pois possui uma ampla distribuição geográfica e ocorrência em muitas unidades de conservação do Brasil, Paraguai, Argentina e Bolívia, mas as populações estão decaindo. A espécie não é considerada em risco de extinção no Brasil, de acordo com o IBAMA, entretanto, está incluído em categorias de ameaça em três listas regionais como "vulnerável" (Rio Grande do Sul e São Paulo) e como "em perigo" (no Paraná). No estado de São Paulo está restrito a pequenos fragmentos de cerrado e floresta estacional semidecidual.